# Yuanmousaurus
Yuanmousaurus jingyiensis
Genre
Espèce
Yuanmousaurus (signifiant « lézard de Yuanmou ») est un genre fossile de dinosaures sauropodes du Jurassique retrouvé en Chine. Sa taille est estimée à 17 mètres de longueur. L'espèce type et seule espèce, Y. jingyiensis, a été décrite par le paléontologue chinois Lü Junchang et ses collègues en 2006.

## Étymologie
Les noms générique et spécifique font référence au xian de Yuanmou et au village de Jiangyi, où les fossiles ont été retrouvés.
L'espèce type est basée sur des fossiles, référencés YMV 601, découverts en 2000 dans la formation géologique du Zhanghe, dans le village Jiangyi du xian de Yuanmou, province du Yunnan.
Le genre ferait partie de la famille des Mamenchisauridae.